# Сан Ђовани ин Галилеа (Форли-Чезена)
Сан Ђовани ин Галилеа (итал. San Giovanni in Galilea) је насеље у Италији у округу Форли-Чезена, региону Емилија-Ромања.
Према процени из 2011. у насељу је живело 57 становника. Насеље се налази на надморској висини од 425 м.